# Harry Mestayer
Harry Mestayer (1876–1958) est un acteur de théâtre et du cinéma muet. Il apparaît dans une douzaine de films en tant que rôle principal ou second rôle. Il se produit en Californie, et a aussi rencontré le succès à Chicago.

## Biographie
Harry Mestayer est né en 1876 à New York. Il est le fils de l'acteur Shakespearien Charles Mestayer, et sa famille compte plusieurs acteurs.
Il a été marié avec l'actrice Victory Bateman (en).
Le Musée de la ville de New York possède de nombreuses photographies de Harry Mestayer sur scène.

## Théâtre
- 1902 : Old Limerick Town
- 1912 : The Truth Wagon
- 1913 : The Escape
- 1913 : A Pair of White Gloves
- 1914-1915 : The Cat and the Cherub
- 1914-1915 : Phipps
- 1916-1917 : Come Out of the Kitchen
- 1918 : Josephine
- 1918 : The Master
- 1918 : Democracy's King
- 1918 : The Wild Duck
- 1919-1920 : The Son-Daughter

## Filmographie

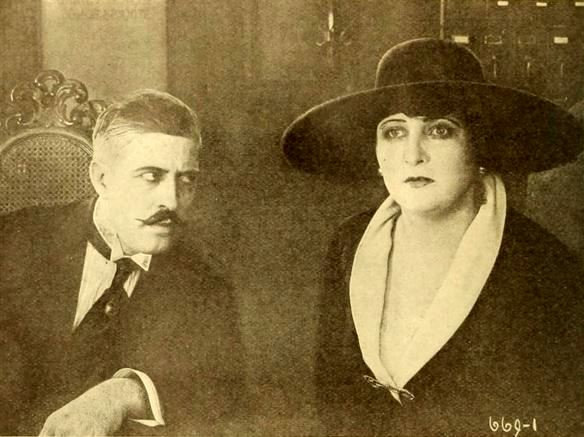
Hary Mestayer dans Wife or Country (1918).

- 1915 : The House of a Thousand Candles : Jack Glenam
- 1915 : I'm Glad My Boy Grew Up to Be a Soldier de Frank Beal
- 1915 : Stop Thief! de George Fitzmaurice : Jack Dougan
- 1915 : The Bridge of Time de Frank Beal
- 1915 : Millionaire Baby
- 1916 : Badgered
- 1916 : Wives of the Rich
- 1916 : A Social Deception de Thomas N. Heffron
- 1916 : Her Dream of Life[4]
- 1918 : Wife or Country de E. Mason Hopper[5] : Dale Barker
- 1918 : The Atom de William C. Dowlan : Montague Booth
- 1918 : High Tide de Gilbert P. Hamilton
- 1923 : Black Oxen de Frank Lloyd[6] : James Oglethorpe
- 1923 : Le Coupable (The Acquittal) de Clarence Brown : District Attorney
- 1924 : L'Obsession du devoir (Unguarded Women) de Alan Crosland : Sing Woo
- 1924 : Flapper Wives : Charles Bigelow
- 1929 : Le Signe sur la porte (The Locked Door) de George Fitzmaurice : District Attorney